# Élections législatives de 1946 dans la Loire-Inférieure
Les élections législatives françaises de 1946 se tiennent le 10 novembre. Ce sont les premières élections législatives de la Quatrième république, après l'adoption lors du référendum du 13 octobre d'une nouvelle constitution.

## Mode de scrutin
L'Assemblée nationale est composée de 618 sièges pourvus au scrutin proportionnel plurinominal suivant la règle de la plus forte moyenne dans le cadre départemental, sans panachage. 
Le vote préférentiel est admis, en inscrivant un numéro d'ordre en face du nom d'un, de plusieurs ou de tous les candidats de la liste. Mais l'ordre ne pourra être modifié que si au moins la moitié des suffrages portés sur la liste est numéroté. Dans les faits les modifications ne dépasseront jamais les 7%.
Dans le département de la Loire-Inférieure, huit députés sont à élire.

## Élus
| Député sortant            | Parti | Parti   | Député élu ou réélu       | Parti | Parti   |
| ------------------------- | ----- | ------- | ------------------------- | ----- | ------- |
| Henri Gouge               |       | PCF     | Henri Gouge               |       | PCF     |
| Jean Guitton              |       | SFIO    | Jean Guitton              |       | SFIO    |
| Édouard Moisan            |       | MRP     | Édouard Moisan            |       | MRP     |
| Jean Martineau            |       | MRP     | Jean Martineau            |       | MRP     |
| André Morice              |       | Rad-soc | André Morice              |       | Rad-soc |
| Jacques Chombart de Lauwe |       | PRL     | Jacques Chombart de Lauwe |       | PRL     |
| Olivier de Sesmaisons     |       | PRL     | Olivier de Sesmaisons     |       | PRL     |
| René Dubois               |       | PRL     | René Dubois               |       | PRL     |

## Résultats

### Résultats à l'échelle du département
| Parti    | Parti    | Tête de liste             | Résultats | Résultats | Sièges |  |
| Parti    | Parti    | Tête de liste             | Voix      | %         |        |  |
| -------- | -------- | ------------------------- | --------- | --------- | ------ |  |
|          | PRL-PPUS | Jacques Chombart de Lauwe | 98 916    | 30,32     | 3      |  |
|          | MRP      | Édouard Moisan            | 77 428    | 23,73     | 2      |  |
|          | PCF      | Henri Gouge               | 42 816    | 13,12     | 1      |  |
|          | SFIO     | Jean Guitton              | 39 261    | 12,03     | 1      |  |
|          | RGR      | André Morice              | 38 330    | 11,75     | 1      |  |
|          | JR-UDSR  | Lucien Rose               | 21 432    | 6,57      | -      |  |
|          | PRSRF    | Paul Porcher              | 4 456     | 1,37      | -      |  |
|          | PCI      | Serge Tuauden             | 3 615     | 1,11      | -      |  |
|          |          |                           |           |           |        |  |
| Inscrits | Inscrits | Inscrits                  | 421 359   | 100,00    | 8      |  |
| Votants  | Votants  | Votants                   | 332 972   | 79,02     |        |  |
| Exprimés | Exprimés | Exprimés                  | 326 254   | 97,98     |        |  |